# Vitorino Magalhães Godinho
Vitorino Barbosa de Magalhães Godinho (Anjos, Lisboa, 9 de Junho de 1918 — Lisboa, 26 de Abril de 2011) foi um professor universitário, historiador e cientista social português, considerado um dos mais notáveis académicos portugueses, sendo um dos nomes da corrente historiográfica que se começou a desenvolver em torno da "Revue des Annales" - Annales d'histoire économique et sociale (em português, Anais de História Econômica e Social), fomentada pelos historiadores franceses Marc Bloch e Lucien Febvre, então da Universidade de Estrasburgo.[ligação inativa]
Foi Professor Catedrático Jubilado da Universidade Nova de Lisboa, do Departamento de Sociologia da FCSH, tendo-se doutorado pela Sorbonne, Faculdade de Letras da Universidade de Paris.

## Biografia
Filho de Vitorino Henriques Godinho — oficial do Exército e político republicano, natural de Ansião — e de Maria José de Vilhena Barbosa de Magalhães Godinho, doméstica, natural de Aveiro (freguesia de Vera Cruz). Conclui os estudos secundários em Lisboa, frequentando os Liceus de Gil Vicente e de Pedro Nunes, licencia-se em Ciências Histórico-Filosóficas pela Faculdade de Letras da Universidade de Lisboa (1940). 
A 30 de julho de 1942, casou civilmente em Lisboa com Maria Antonieta Tornelli Cordeiro Ferreira (Anjos, Lisboa, c. 1919 — 12 de agosto de 2002), filha do médico Manuel Nazaré Cordeiro Ferreira e de Teresa Berta Tornelli Cordeiro Ferreira, ambos naturais de Lisboa (freguesia dos Anjos).
Professor da Faculdade de Letras de Lisboa (1941–1944), investigador do Centre National de Recherches Scientifiques (1947–1960), Doutor ès-Lettres pela Faculdade de Letras da Universidade de Paris (1959), professor catedrático do Instituto Superior de Estudos Ultramarinos (1960–1962).
Aquando da Crise académica de 1962 que abalou o Estado Novo Magalhães Godinho solidariza-se com os estudantes, pelo que é alvo de um processo disciplinar que termina com a sua demissão compulsiva.  Foi demitido por ter apoiado o movimento estudantil e ter denunciado pela sua incompetência, o mentor da referida escola, Adriano Moreira, que servia então como Ministro do Ultramar. Magalhães Godinho recorre aos tribunais. Ganho o recurso para o Supremo Tribunal Administrativo, é-lhe dada razão, reintegrado, contudo é-lhe movido um novo processo e é novamente expulso – as duas decisões surgem publicadas no mesmo Diário do Governo. Magalhães Godinho culpará sempre Adriano Moreira pelas sua expulsão. Após ter sido expulso viveu desempregado e com dificuldades financeiras durante grande parte da década de 1960. Só na década de 1970, foi convidado a voltar a França para ocupar um lugar na Universidade de Clermont-Ferrand.
Vitorino Magalhães Godinho e a questão da escravatura. Diogo Ramada Curto. Práticas da História, n.º 8 (2019): 258-272
Doutor honoris causa e Professor associado da Faculdade de Letras e Ciências Humanas de Clermont-Ferrand (França), na sua formação exerceram notável influência, entre os portugueses, António Sérgio, Jaime Cortesão, Newton de Macedo, Duarte Leite e a obra de Veiga Simões; entre os estrangeiros destacam-se, Lucien Febvre, Fernand Braudel, Marcel Bataillon, C. E. Labrousse, G. Gurvitch.
São consideradas personalidades influentes da sua formação as obras de Henri Pirenne, Marc Bloch, Lucien Febvre, La Blache, Gordon Childe, Brunschvicg, Goblot, Pierre Janet, Piaget, Paul Guillaume, bem com os portugueses, Jaime Cortesão, António Sérgio, Duarte Leite e Veiga Simões.
Professor Catedrático da Faculdade de Ciências Sociais e Humanas e coordenador do departamento de Sociologia (1975–1988). Recebeu o Prix d’Histoire Maritime da Académie de Marine (1970) e Prémio Balzan (1991).
Dirigiu várias colecções, nomeadamente nas Edições Cosmos, e fundou a Revista de História Económica e Social (1979). Foi ministro da Educação e Cultura dos segundo e terceiro governos provisórios, tendo tomado posse a 18 de Julho de 1974 e apresentado a sua demissão a 30 de Novembro do mesmo ano. Foi também Director da Biblioteca Nacional (1984).

## Obra
Tendo começado os seus estudos pela Filosofia publica Razão e História – Introdução a um problema, 1940 e também Esboço sobre alguns problemas da Lógica, 1943. Posteriormente interessa-se pela História onde publica Documentos para a História da Expansão Portuguesa, 1943–1956, A Expansão Quatrocentista portuguesa, 1944, História económica e social da Expansão Portuguesa, 1947 e O "Mediterrâneo saariano" e as caravanas do ouro — séculos XI ao século XVI, 1956.
Integrou a corrente historiográfica que se desenvolve em torno da "Revue des Annales" (Escola dos Annales). Destacou-se pela resistência à ditadura (o que lhe valeu por duas vezes o afastamento da universidade portuguesa) e também pela sua intervenção cívica em democracia, de que resultaram várias publicações: O Socialismo e o futuro da Península (1970), Portugal. A Pátria bloqueada e a responsabilidade da cidadania (1985). Apresentou propostas originais para reforma do sistema educativo português: Um rumo para a educação (1974).
Também no domínio da História de Portugal editou A estrutura da antiga sociedade portuguesa (1971), Mito e mercadoria, utopia e prática de navegar, séculos XIII–XVIII (1990).
Mário Soares refere-o "um cidadão exemplar. Um homem probo, de uma inteireza de carácter excepcional e de uma honestidade moral e intelectual invulgar. Tem uma obra que o classifica entre os maiores historiadores portugueses. A par de um Herculano, de um Oliveira Martins, de um Damião Peres, de um Paulo Merêa, ou de um Jaime Cortesão. Na juventude dos seus noventa anos, não pára de trabalhar. Tem ainda muito para fazer, como sempre, ao serviço de Portugal."
Encontra-se colaboração da sua autoria no semanário Mundo Literário (1946-1948).

## Contra o Acordo Ortográfico
Foi um dos signatários da Petição em Defesa da Língua Portuguesa contra o Acordo Ortográfico em Portugal.

## Obras Publicadas

### científicas
- Documentos sobre a expansão portuguesa, 3 vols, 1943, 1945, 1956
- A crise da História e as suas novas directrizes, 1947
- Prix et monnaies au Portugal (1750-1850), 1955
- A economia dos descobrimentos Henriquinos, 1962
- Portugal and her empire 1648-1720, na New Cambridge Modern History, vols V e VI, 1961 e 1970
- Introdução às Ciências Sociais, 1964
- L´économie de l´empire Portugais aux XVe-XVIe siècles (1958), 1969
- Os descobrimentos e a economia mundial, 2 vols, 1963-1970 (2ª ed. correcta e ampliada, 4 vols, Editorial Presença, 1981-1983)
- Ensaios de História de Portugal, 1967 (2ª ed. ampliada, 1978)
- A estrutura da antiga sociedade portuguesa, 1971
- Humanismo científico e reflexão filosófica: ensaios, 1971
- Les finances de l´État Portugais des Indes Orientales (1516-1636), 1982 (1958)
- Mito e mercadoria, utopia e prática de navegar (séculos XIII-XVIII), 1990
- Le devisement du monde: de la pluralité des espaces à l´espace global de l´humanité (XVe-XVIe siècles), 2000
- Portugal: a emergência de uma Nação, 2004

### sobre problemas do mundo actual
- Identité culturelle et humanisme universalisant, 1982
- Les sciences humaines et la mutation du monde: réflexions inactuelles, 1998

### sobre educação e investigação científica
- Um rumo para a educação, 1974
- A educação num Portugal em mudança[10] 1975
- As Ciências Humanas: ensino superior e investigação científica,1981
- Problemas da institucionalização e desenvolvimento das Ciências Sociais e Humanas em Portugal, 1989